# أمريكيون أردنيون
الأميركيون الأردنيون هم مواطنون أمريكيون من أصل أردني وصل تعدادهم بحسب مسح المجتمع الأمريكي في 2014 لحوالي 115 ألف أمريكيًا أردنيًا في الولايات المتحدة.

## تاريخ

### ما قبل 1967
إن تاريخ الهجرة الأردنية إلى الولايات المتحدة الأمريكية حديث نسبيًا. حدثت أول موجة هجرة من الأردن إلى الولايات المتحدة الأمريكية بعد الحرب العالمية الثانية (1945). استقر فيها الأردنيون أولاً في شيكاغو، (خاصة في منطقتي الغرب الأدنى والجنوب الغربي)، و مدينة نيويورك، وولايات الجنوب والساحل الغربي مثل (كاليفورنيا). وصل أكثر من 5000 مواطنٍ أردنيّ إلى الولايات المتحدة الخمسينيات القرن الماضي.
تم إجبار هؤلاء المهاجرون الأوائل على العمل كمهاجرين بسبب حالة الفقر التي عانى منه الأردن في تلك الفترة بسبب الحرب العربية الإسرائيلية عام 1948. كانت تلك المجموعة من الكادحين تضم رجال أعمال وأطباء و آخرين. عاش العديد من الرجال بشكل مؤقت في الولايات المتحدة ثم عادوا مع عائلاتهم إلى الأردن بعد عدة سنوات من العمل و الدراسة هناك. كان بإمكان الناس في الضفة الشرقية الأردنية والضفة الغربية الفلسطينيين في السنوات الأولى السفر إلى الولايات المتحدة بجوازات سفر أردنية، مما خلق فئة غير محددة «فلسطيني - أردني».

### بعد عام 1967
تجاوز عدد المهاجرين الأردنيين الذين هاجروا إلى الولايات المتحدة الأمريكية في الستينات 11000 شخص وذلك بسبب قوانين الهجرة الأمريكية وحرب الأيام الستة عام 1967 في الأردن . في ذلك الوقت اختارت الأغلبية الاستقرار في المدن الغربية من الولايات المتحدة الأمريكية وفي جنوب غرب البلاد باستثناء الأردنيين الأثرياء الذين شعروا براحة أكبر في ضواحي المدن الكبرى. وفي السبعينات تسببت الحرب الأهلية في الأردن في هجرة 27535 أردنيًا إلى الولايات المتحدة الأمريكية. وفي فترة الثمانينيات هاجر حوالي 2500 أردنيّ سنوياً إلى الولايات المتحدة الأمريكية. وبحلول ذلك الوقت كان المجتمع الأردني في الولايات المتحدة الأمريكية قد نما بوتيرة سريعة وكان يضم بالفعل نسبة كبيرًا من السكان. وكان ذلك مرتبطاً بشكل كبير بالحرب العربية الإسرائيلية وأحداث أيلول الأسود عام 1971. لذلك تم اعتبار عدد كبير من الأردنيين الذين استقروا في الولايات المتحدة الأمريكية في ذلك الوقت لاجئي حرب . وبين عامي 1820 و 1984 بلغ العدد الإجمالي للمهاجرين الأردنيين حوالي 56720 شخصاً. وكان سبب هذه الموجة من الهجرة الأردنية الفتنة الداخلية في البلاد، وكذلك القضايا الاقتصادية. كانت الأجور في الولايات المتحدة الأمريكية أعلى منها في الأردن، مما حفز العاملين على الهجرة.

## الدراسات الإحصائية للسكان

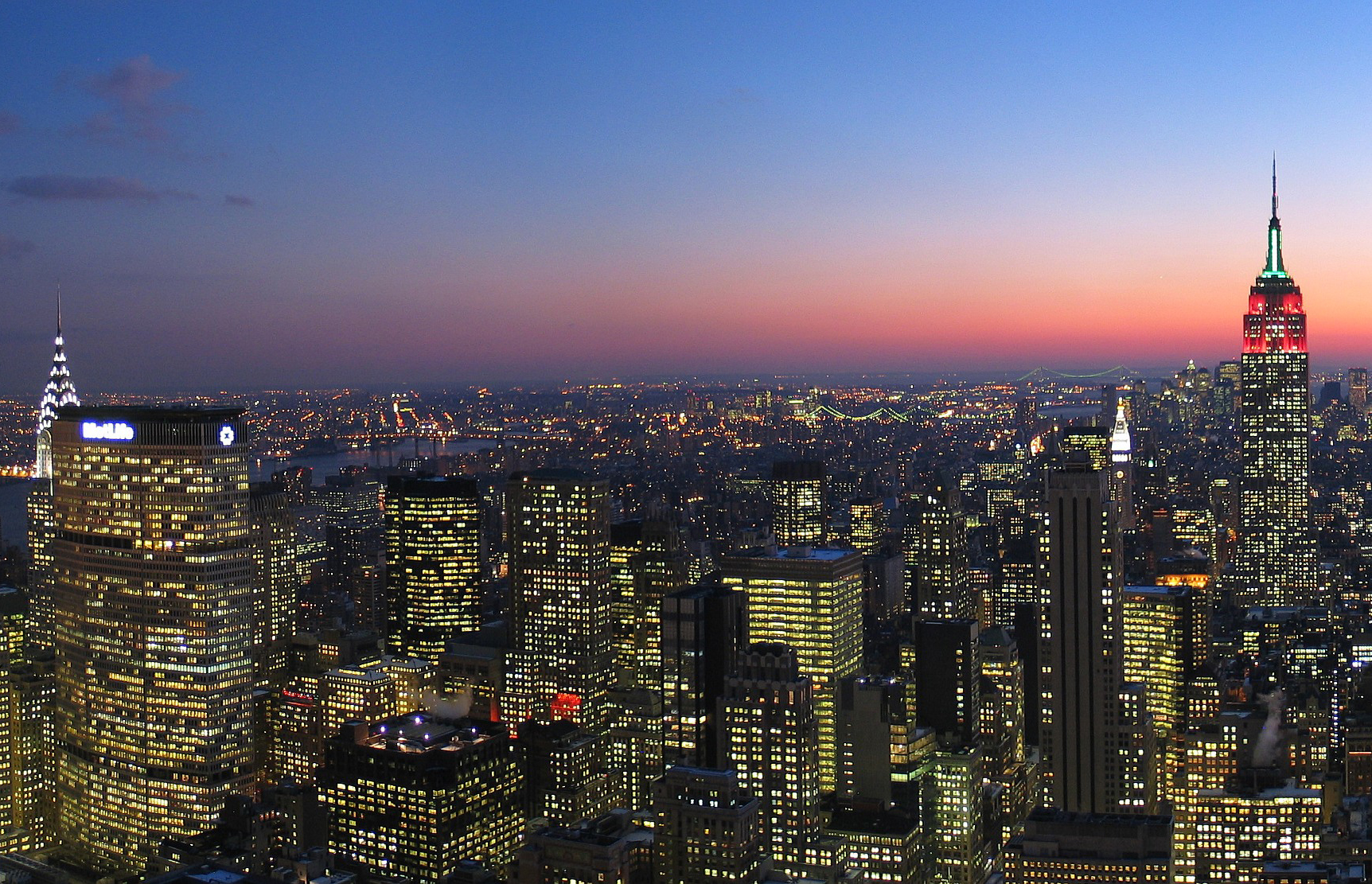
منطقة مدينة نيويورك الحضرية هي موطن لأكبر عدد من السكان الأردنيين في الولايات المتحدة.

### مدن الولايات المتحدة الأمريكية
تجذب منطقة العاصمة نيويورك ولا سيما مدينة باترسون، نيو جيرسي أكبر عدد من المهاجرين الأردنيين القانونيين المقبولين في الولايات المتحدة الأمريكية.  مجتمع رام الله الصغير في جنوب باترسون في نيوجيرسي هو موطن لأعداد المهاجرين الأردنيين المتزايد بسرعة. يعيش في يونكيرس، نيويورك عدد كبير من السكان الأردنيين. أقامت الجالية الأردنية الأمريكية في واشنطن العاصمة وقفة على ضوء الشموع بعد وفاة الملك حسين بن طلال . كما يعيش في شيكاغو حتى اليوم عدد كبير من السكان الأردنيين.
في الفترة ما بين الحرب العالمية الثانية وفترة الثمانينيات، كان معظم الأردنيين الذين هاجروا إلى الولايات المتحدة الأمريكية رجالًا تتراوح أعمارهم بين 20 و 39 عامًا تزوجوا من هناك. كان (30٪) منهم من خريجي الجامعات، و (40٪) منهم عملوا في وظائف مهنية. ومع ذلك عاش العديد منهم بشكل مؤقت في الولايات المتحدة الأمريكية، حيث عاشوا من أربع سنوات ونصف إلى ثماني سنوات قبل أن يعودوا إلى الأردن. يهاجر معظم الأردنيين إلى الولايات المتحدة بحثًا عن معاشٍ أفضل مما يحصلون عليه في الأردن.غالباً ما يجلب الأردنيون الأمريكيون عائلاتهم إلى الولايات المتحدة حالما يحصلون على عمل هناك وهذا ما يجعل المهاجرين الأردنيين مختلفين عن المهاجرين الشرق أوسطيين الآخرين. لقد أدى تماسك مجتمعاتهم إلى إعاقة «أمركة» المهاجرين الأردنيين. يعيش معظم الأردنيين في أحياء أقامها أناس من بلادهم. ومع ذلك فإن الأردنيين الذين يجيدون اللغة الإنجليزية لديهم تفاعل أكبر مع غالبية السكان. وعند امتلاكهم مستوى تعليمي جيد ووظائف جيدة فذلك يتعزز علاقتهم مع بقية السكان . يتكيف الأردنيين من المناطق الحضرية في الأردن بسرعة أكبر في الولايات المتحدة من أولئك الذين يعيشون في المناطق الريفية. وكما هو الحال مع مجموعات المهاجرين الأخرى فإن الأطفال الذين نشأوا في الولايات المتحدة في المجتمع الأمريكي يندمجون بسرعة أكبر من البالغين المهاجرين. يتحدث الأردنيون في العادة اللغة العربية، ولكن العديد منهم يتحدثون اللغة الإنجليزية أيضًا.

## العمالة والتقاليد الاقتصادية
معظم الأردنيين الأمريكيين هم من الأساتذة، والمدرسون، والعلماء، والأطباء، والمهندسون، ورجال الأعمال. ومعظم من يعملون منهم خارج المنزل هم من الرجال، كما هو الحال في الأردن. يهاجر العديد من الأردنيين إلى الولايات المتحدة الأمريكية للدراسة في جامعاتها وبعضهم يحصلون على مساعدة مالية من الحكومة الأردنية حتى يتمكنوا من الدراسة.

## التفاعلات مع المجموعات العرقية الأخرى
يحدث التفاعل بين معظم الأردنيين الأمريكيين والعرب الآخرين بسبب التقارب الثقافي واللغوي بينهم.

## المعتقد الديني
معظم الأردنيين من المسلمين السنة، ولكن غالبية الأردنيين الأمريكيين المغتربين يشملون الكاثوليك والمسيحيين الأرثوذكس اليونانيين وبدرجة أقل البروتستانت والإنجيليين.

## المنظمات
لدى لأردنيين العديد من المنظمات في الولايات المتحدة الأمريكية بما في ذلك الجمعية الأردنية الأمريكية والجمعية الأردنية الأمريكية في نيويورك. يقع مقر الجمعية في جنوب سان فرانسيسكو وتهدف هذه الجمعية إلى إقامة أنشطة اجتماعية للأردنيين الأمريكيين في شمال كاليفورنيا و تهدف تلك التي في نيويورك إلى التواصل مع المقيمين الأردنيين في أجزاء مختلفة من المدينة ومساعدتهم في توطيد علاقاتهم بأسرهم في الأردن.

## روابط خارجية
1. جريدة جوردان تايمز
2. ED229297 - التصورات القومية الأمريكية والأردنية والشرق أوسطية الأخرى .
3. سفارة الولايات المتحدة الأمريكية - عمان، الأردن .
4. العلاقات مع الولايات المتحدة .
5. غرفة التجارة الأمريكية في الأردن تحتفل بعيدها العاشر .
6. يظهر تقرير التعداد السكاني في الولايات المتحدة زيادة بنسبة 75٪ منذ عام 1990